# Athlītikos Syllogos Arīs Thessalonikīs (pallacanestro maschile)
L'A.S. Arīs Thessalonikīs (in greco Άρης Θεσσαλονίκης) è una società di pallacanestro maschile di Salonicco, in Grecia. Fa parte della polisportiva Aris, fondata nel 1914. La sezione basket è stata aperta nel 1922 ed è quella che ha portato più successi alla società.

## Storia
Malgrado sia stato fondato negli anni venti ed abbia vinto il suo primo titolo nel 1930, l'Aris raggiunse una fama continentale solo all'inizio degli anni ottanta. Spinto da Nikos Galīs e Panagiōtīs Giannakīs, il team di Salonicco vinse sette campionati greci consecutivi (8 in 9 anni), a cui aggiunse quattro coppe nazionali nello stesso periodo. Negli anni novanta giunsero anche i primi successi europei, con la conquista della Coppa d'Europa e della Coppa Korać. L'ultimo trofeo europeo vinto dall'Aris Salonicco è l'EuroCup Challenge del 2003.

## Roster 2020-2021
Aggiornato al 6 gennaio 2021.
|    | Naz.                            | Ruolo | Sportivo               | Anno | Alt. | Peso | Note |
| -- | ------------------------------- | ----- | ---------------------- | ---- | ---- | ---- | ---- |
| 0  | Stati Uniti (bandiera)          | G     | Jamal Shuler           | 1986 | 191  | 91   |      |
| 1  | Grecia (bandiera)               | P     | Dīmītrīs Stamatīs      | 1996 | 188  | 86   |      |
| 4  | Grecia (bandiera)               | AG    | Diamantīs Slaftsakīs   | 1994 | 202  | 88   |      |
| 7  | Grecia (bandiera)               | P     | Dīmītrīs Fliōnīs       | 1997 | 190  | 84   |      |
| 8  | Bosnia ed Erzegovina (bandiera) | AG    | Milan Milošević        | 1985 | 205  | 108  |      |
| 9  | Grecia (bandiera)               | C     | Dīmītrīs Charitopoulos | 1983 | 207  | 113  |      |
| 10 | Grecia (bandiera)               | GA    | Giannīs Sidīroīlias    | 2001 | 201  |      |      |
| 11 | Grecia (bandiera)               | A     | Iōannīs Kouzeloglou    | 1995 | 207  | 95   |      |
| 12 | Grecia (bandiera)               | A     | Kyriakos Petanidīs     | 2001 | 204  |      |      |
| 13 | Grecia (bandiera)               | GA    | Dīmītrīs Kalaitzidīs   | 1985 | 198  | 95   |      |
| 14 | Grecia (bandiera)               | C     | Giōrgos Geōrgakīs      | 1991 | 206  | 107  |      |
| 15 | Stati Uniti (bandiera)          | P     | Mario Chalmers         | 1986 | 188  | 86   |      |
| 16 | Grecia (bandiera)               | G     | Omiros Netzipoglou     | 2002 | 195  |      |      |
| 18 | Montenegro (bandiera)           | C     | Vladimir Dragičević    | 1986 | 206  | 100  |      |
| 23 | Stati Uniti (bandiera)          | GA    | Mario Little           | 1987 | 198  | 99   |      |
| 25 | Stati Uniti (bandiera)          | G     | Quenton DeCosey        | 1994 | 196  | 93   |      |
| 33 | Grecia (bandiera)               | G     | Kōstas Tsirogiannīs    | 2000 | 195  |      |      |

### Staff tecnico
| Allenatore: | Iōannīs Kastritīs                                          |
| Assistenti: | Dīmītrīs Varvounīs, Theodosīs Paralikas, Vaggelīs Spyridīs |

## Cestisti
- Eric Buckner 2016-2017
- Kōstas Charisīs 2012-2015

## Palmarès

### Competizioni nazionali
- Campionato greco: 10

1929-1930, 1978-1979, 1982-1983, 1984-1985, 1985-1986, 1986-1987, 1987-1988, 1988-1989, 1989-1990, 1990-1991
- Coppa di Grecia: 8

1984-1985, 1986-1987, 1987-1988, 1988-1989, 1989-1990, 1991-1992, 1997-1998, 2003-2004

### Competizioni internazionali
- Coppa d'Europa: 1

1992-1993
- Coppa Korać: 1

1996-1997
- FIBA Europe Champions Cup: 1

2002-2003

### Finali disputate
- Coppa di Grecia

Finale: 1984, 1993, 2003, 2005, 2017
- ULEB Cup

Finale: 2005-06